# Palda
Palda é uma vila no distrito de Indore, no estado indiano de Madhya Pradesh.

## Demografia
Segundo o censo de 2001, Palda tinha uma população de 10,859 habitantes. Os indivíduos do sexo masculino constituem 54% da população e os do sexo feminino 46%. Palda tem uma taxa de literacia de 53%, inferior à média nacional de 59.5%: a literacia no sexo masculino é de 64% e no sexo feminino é de 41%. Em Palda, 18% da população está abaixo dos 6 anos de idade.